# Stazione di Nuragus
La stazione di Nuragus fu una stazione ferroviaria al servizio del comune di Nuragus, posta lungo la ferrovia Isili-Villacidro.

## Storia
Le origini dello scalo si ricollegano a quelle della linea ferroviaria tra Isili e Villacidro, il cui percorso era previsto attraversasse anche l'abitato di Nuragus. Realizzata nella prima metà degli anni dieci del Novecento per conto della Ferrovie Complementari della Sardegna (che ne sarà l'unico gestore), la stazione fu attivata insieme al resto della rete aziendale il 21 giugno 1915.
Da quel momento in avanti lo scalo servì l'abitato nuraghese fino al secondo dopoguerra, quando venne deciso a livello ministeriale di sostituire le relazioni espletate sulla linea con autocorse, fatto che portò alla cessazione dell'attività ferroviaria nella stazione il 5 settembre 1956, data di chiusura della Isili-Villacidro. Nel giro di breve tempo lo scalo fu quindi definitivamente dismesso; successivamente il fabbricato viaggiatori e il magazzino merci vennero ristrutturati e i locali destinati a ospitare la locale biblioteca comunale.

## Strutture e impianti
Realizzata nella parte nord dell'abitato di Nuragus, la stazione era di tipo passante. L'armamento dell'impianto, oggi completamente smantellato, consisteva complessivamente di tre binari a scartamento ridotto: dal binario di corsa se ne diramava infatti uno passante a nord, mentre a sud aveva origine un tronchino (dotato di prolungamento) che serviva lo scalo merci, dotato anche di un magazzino e di un piano caricatore.
Per quanto concerne gli edifici lo scalo comprendeva un fabbricato viaggiatori di terza classe, avente sviluppo su due piani più tetto a falde e tre accessi su quello che era il piazzale ferroviario, con attiguo il magazzino merci. Entrambi gli edifici sono ancora esistenti, mentre non è più presente nell'area il piccolo fabbricato che ospitava i servizi igienici durante gli anni di attività ferroviaria.

## Movimento
Negli anni di attività ferroviaria lo scalo fu servito dalle relazioni passeggeri e merci delle Ferrovie Complementari della Sardegna.

## Servizi
La stazione durante l'esercizio ferroviario era dotata di una sala d'attesa (ospitata nel fabbricato viaggiatori) e di servizi igienici, questi ultimi ubicati in una costruzione apposita.
- Sala d'attesa
- Servizi igienici